# Кардаш Петро Антонович
Петро́ Анто́нович Кардаш (англ. Peter Kardash 19 січня 1927 — 23 квітня 2009) — кінопостановник, видавець і громадський діяч української еміграції в Австралії; активіст ОУН-з.

## Життєпис
Народився у селі Теляче — зараз Мирне Тернопільського району
Закінчив Бережанську гімназію; в часі Другої світової війни арештований гестапо.
З 1945 року проживає в Німеччині; у Мюнхені навчався в Українському вільному університеті.
З 1948 року — в Австралії, оселився у Перті. 1949 року був співорганізатором та членом управи Української громади Західної Австралії. З 1951 року у Мельбурні, працював як культурно-освітний референт української громади; голова осередку Спілки української молоді у місті.
Видавав молодіжний журнал «Промінь». Займався постановкою фільмів, зокрема — «Українці в Австралії», «Церкви народу». Видавав альбоми: «Ukraine and Ukrainians», «Ukraine, its History and its Art». Випускав журнал «Український екран», видавав друком молитовники й святкові картки, призначені головним чином для експорту в Україну.
Редактор-упорядник книги «Злочин» про Голодомор 1932—1933 (видавництво «Фортуна», Мельбурн), побачила світ 2003 року зусиллями Комітету Союз Українських Організацій в Австралії та Фундації ім. Олега Ольжича. Видання накладом 5000 примірників повністю передано міністерству оборони України. Проживав у місті Мельбурн, є дарувальником Тернопільської обласної універсальної наукової бібліотеки.
В серпні 2006 року нагороджений орденом «За заслуги» III ступеня.
Помер 23 квітня 2009.

## Видання
- Кардаш П. Злочин. — Мельбурн : Фортуна, 2003. — 555 с.
- Peter Kardash (2007). Genocide in Ukraine (англ.). Melbourne: Fortuna Publishing. 496.